# Riccardia cervicornis
Riccardia cervicornis là một loài rêu trong họ Aneuraceae. Loài này được Spruce Herzog ex Gradst. & Hekking mô tả khoa học đầu tiên năm 1979.